# Moi, maman, ma mère et moi
Pour plus de détails, voir Fiche technique et Distribution.
Moi, maman, ma mère et moi est une comédie dramatique française réalisée par Christophe Le Masne, sortie en 2018.

## Synopsis
Benoît rate l'enterrement de Maman. Malgré ce contretemps, il rejoint la maison familiale où il retrouve son frère et ses sœurs, ainsi que des souvenirs...

## Fiche technique
- Réalisation : Christophe Le Masne
- Scénario :  Christophe Le Masne
- Photographie : Fiona Braillon
- Montage : Rodolphe Molla
- Musique : Victor Le Masne
- Costumes : Anaïs Guglielmetti
- Maquillage: Aurelia Louis
- Producteur : Karine Blanc, Michel Tavares et Nathalie Landais
- Production : Takami Productions
- Distribution : Takami Distribution
- Pays d'origine :  France
- Genre : Comédie dramatique
- Durée : 87 minutes
- Dates de sortie :
  - France : 
    - 25 août 2018 (Angoulême)
    - 26 janvier 2019 (Bron)
    - 13 février 2019 (en salles)

## Distribution
- Grégory Montel : Benoît Mounier
- Olivia Côte :  Juliette Mounier
- Philippe Rebbot : Antoine Mounier
- Lolita Chammah : Blandine Mounier
- Dominique Valadié : la mère
- Philippe Nahon : Jeff
- Alex Moreu : Sergi
- Yvon Martin : le visiteur